# نیکی کاکس
 نیکی کاکس (انگلیسی: Nikki Cox؛ ۲ ژوئن ۱۹۷۸) یک هنرپیشه اهل ایالات متحده آمریکا است. وی از سال ۱۹۸۲ میلادی تاکنون مشغول فعالیت بوده‌است.
او در فیلم خیابان تنهایی بازی کرده است.